# Persone di nome Romolo
| Questa pagina contiene informazioni ricavate automaticamente dalle voci biografiche con l'ausilio del template Bio e di un bot. L'aggiornamento è periodico e automatico e ricostruisce completamente la pagina. Se manca una persona in questa lista, sei pregato di non aggiungerla, ma accertati piuttosto che la sua voce biografica contenga il template Bio e che i dati anagrafici siano correttamente compilati. Se il template Bio manca, inseriscilo tu stesso o, in alternativa, metti l'avviso {{tmp\|Bio}} che ne segnala la mancanza. Se i dati riportati sono sbagliati, correggi direttamente la voce biografica; le modifiche saranno visibili in questa lista entro pochi giorni. Per chiarimenti vedi il progetto antroponimi. La lista contiene solo le 88 persone che sono citate nell'enciclopedia e per le quali è stato implementato correttamente il template Bio. Pagina aggiornata al 23 mar 2025. |

Questa è una lista di persone presenti nell'enciclopedia che hanno il nome Romolo, suddivise per attività principale.

## Agronomi(1)
- Romolo Onor, agronomo italiano (San Donà di Piave, n. 1880 - Genale, † 1918)

## Allenatori di calcio(1)
- Romolo Marinari, allenatore di calcio e calciatore italiano (Ancona, n. 1903 - † 1984)

## Alpinisti(1)
- Romolo Nottaris, alpinista e esploratore svizzero (Lugano, n. 1946)

## Ammiragli(1)
- Romolo Polacchini, ammiraglio italiano (La Spezia, n. 1897 - Venezia, † 1968)

## Architetti(3)
- Romolo Balsimelli, architetto e scultore italiano (Settignano, n. 1479)
- Romolo Calabrese, architetto e editore italiano (Milano, n. 1966)
- Romolo Squadrelli, architetto e decoratore italiano (Milano, n. 1871 - Milano, † 1941)

## Arcivescovi cattolici(1)
- Romolo Carboni, arcivescovo cattolico italiano (Fano, n. 1911 - Fano, † 1999)

## Attori(3)
- Romolo Costa, attore e doppiatore italiano (Asti, n. 1897 - Roma, † 1965)
- Romolo Guerreri, attore italiano (Milano, n. 1990)
- Romolo Valli, attore italiano (Reggio Emilia, n. 1925 - Roma, † 1980)

## Aviatori(2)
- Romolo Manissero, aviatore e militare italiano (Pocapaglia, n. 1881 - Torino, † 1951)
- Romolo Ticconi, aviatore italiano (Acuto, n. 1893 - Guidonia Montecelio, † 1919)

## Avvocati(1)
- Romolo Tittoni, avvocato, dirigente d'azienda e politico italiano (Roma, n. 1849 - Manziana, † 1925)

## Calciatori(13)
- Romolo Alzani, calciatore, allenatore di calcio e dirigente sportivo italiano (Roma, n. 1921 - Roma, † 2002)
- Romolo Bizzotto, calciatore e allenatore di calcio italiano (Cerea, n. 1925 - Torino, † 2017)
- Romolo Boglietti, calciatore argentino (Córdoba, n. 1895 - Mendoza, † 1955)
- Romolo Castellazzi, calciatore italiano (Casale Monferrato, n. 1911)
- Romolo Celant, calciatore italiano (Aiello del Friuli, n. 1911 - Trieste, † 1990)
- Romolo Ferrario, calciatore italiano (Milano, n. 1893 - Milano, † 1973)
- Romolo Lestini, calciatore italiano (Albiano, n. 1917)
- Romolo Re, calciatore italiano (Modena, n. 1904 - Bolzano, † 1945)
- Romolo Remigi, calciatore italiano (Tarcento, n. 1914 - Missaglia, † 1985)
- Romolo Sartoris, calciatore italiano (Torino, n. 1901 - Varallo, † 1983)
- Romolo Sforza, calciatore italiano (Roma, n. 1920 - Roma, † 1987)
- Romolo Simonetti, calciatore e allenatore di calcio italiano (Monfalcone, n. 1911)
- Romolo Turra, calciatore italiano (Padova, n. 1899 - Otočac, † 1942)

## Canottieri(1)
- Romolo Catasta, canottiere italiano (Roma, n. 1923 - † 1985)

## Cantautori(1)
- Romolo Balzani, cantautore e attore italiano (Roma, n. 1892 - Roma, † 1962)

## Ciclisti su strada(2)
- Romolo Lazzaretti, ciclista su strada italiano (Arcidosso, n. 1896 - † 1979)
- Romolo Verde, ciclista su strada italiano (Fresonara, n. 1895 - Fresonara, † 1974)

## Compositori(2)
- Romolo Brunelli, compositore italiano (Bagnoregio)
- Romolo Corona, compositore, produttore discografico e editore italiano (Milano, n. 1893 - Milano, † 1965)

## Diplomatici(1)
- Romolo, diplomatico romano

## Direttori della fotografia(1)
- Romolo Garroni, direttore della fotografia italiano (Roma, n. 1915 - Roma, † 2006)

## Dirigenti sportivi(1)
- Romolo Tavoni, dirigente sportivo e imprenditore italiano (Formigine, n. 1926 - Casinalbo, † 2020)

## Fantini(1)
- Romolo Maggi, fantino italiano (Proceno, n. 1906 - Roma, † 1967)

## Generali(2)
- Romolo Lastrucci, generale italiano (Siena, n. 1889 - Roma, † 1976)
- Romolo dalla Chiesa, generale italiano (Saluzzo, n. 1921 - Roma, † 2012)

## Geografi(1)
- Romolo Gessi, geografo, esploratore e militare italiano (Ravenna, n. 1831 - Suez, † 1881)

## Imprenditori(1)
- Romolo Vaselli, imprenditore italiano (Roma, n. 1882 - Roma, † 1969)

## Ingegneri(2)
- Romolo Meli, ingegnere, geologo e paleontologo italiano (Roma, n. 1852 - Roma, † 1921)
- Romolo Raschi, ingegnere e politico italiano (Spello, n. 1887 - † 1979)

## Magistrati(1)
- Romolo Moizo, magistrato, scrittore e dirigente sportivo italiano (Moncalvo, n. 1888 - Piacenza, † 1955)

## Medici(2)
- Romolo Griffini, medico e patriota italiano (Milano, n. 1825 - Varese, † 1888)
- Romolo Spezioli, medico italiano (Fermo, n. 1642 - Roma, † 1723)

## Microbiologi(1)
- Romolo Deotto, microbiologo italiano (Viadana, n. 1911 - † 1992)

## Militari(4)
- Romolo Briglia, militare italiano (Massa Apuania, n. 1912 - Gondar, † 1938)
- Romolo Fowst, militare italiano (Roma, n. 1893 - Valjunquera, † 1938)
- Romolo Fugazza, militare italiano (Milano, n. 1913 - Roma, † 1943)
- Romolo Galassi, militare italiano (Cassano d'Adda, n. 1900 - Uork Amba, † 1936)

## Musicisti(2)
- Romolo Forlai, musicista, paroliere e fotografo italiano (Roma, n. 1938 - Marina di Cerveteri, † 2025)
- Romolo Grano, musicista, compositore e direttore d'orchestra italiano (Venezia, n. 1929)

## Nobili(1)
- Romolo, nobile romano

## Pallanuotisti(1)
- Romolo Parodi, pallanuotista e allenatore di pallanuoto italiano (Genova, n. 1935 - Genova, † 2025)

## Piloti motociclistici(1)
- Romolo Ferri, pilota motociclistico italiano (Milano, n. 1928 - Trento, † 2015)

## Pistard(1)
- Romolo Buni, pistard e dirigente sportivo italiano (Milano, n. 1871 - Milano, † 1939)

## Pittori(7)
- Romolo Bernardi, pittore e scultore italiano (Barge, n. 1876 - Torino, † 1956)
- Romolo Cincinnato, pittore italiano (Firenze, n. 1502 - Madrid, † 1593)
- Romolo Liverani, pittore e scenografo italiano (Faenza, n. 1809 - Faenza, † 1872)
- Romolo Pergola, pittore italiano (Roma, n. 1890 - Trino Vercellese, † 1960)
- Romolo Romani, pittore italiano (Milano, n. 1884 - Brescia, † 1916)
- Romolo Ubertalli, pittore italiano (Mosso Santa Maria, n. 1871 - Biella, † 1928)
- Romolo Venucci, pittore e scultore italiano (Fiume, n. 1903 - Fiume, † 1976)

## Politici(4)
- Romolo Benvenuto, politico italiano (Genova, n. 1959)
- Romolo Dal Mas, politico italiano (n. 1922 - † 1980)
- Romolo Diecidue, politico italiano (Roma, n. 1900 - Pistoia, † 1975)
- Romolo Landi, politico italiano (Forlì, n. 1909 - Forlì, † 1980)

## Presbiteri(1)
- Romolo Murri, presbitero e politico italiano (Monte San Pietrangeli, n. 1870 - Roma, † 1944)

## Pugili(2)
- Romolo Casamonica, ex pugile italiano (Roma, n. 1962)
- Romolo Parboni, pugile italiano (Roma, n. 1900 - Roma, † 1970)

## Registi(4)
- Romolo Bacchini, regista, musicista e attore italiano (Roma, n. 1872 - Roma, † 1938)
- Romolo Guerrieri, regista e sceneggiatore italiano (Roma, n. 1931)
- Romolo Marcellini, regista italiano (Montecosaro, n. 1910 - Civitanova Marche, † 1999)
- Romolo Siena, regista e giornalista italiano (Alessandria, n. 1923 - Roma, † 2004)

## Santi(1)
- Romolo di Fiesole, santo e vescovo romano

## Scacchisti(1)
- Romolo Ravarini, scacchista e compositore di scacchi italiano (Novara, n. 1917 - Cameri, † 2011)

## Scrittori(1)
- Romolo Bugaro, scrittore italiano (Padova, n. 1961)

## Scultori(1)
- Romolo del Tadda, scultore italiano (Fiesole, n. 1544 - Firenze, † 1621)

## Sovrani(1)
- Romolo, re romano (Alba Longa, n. 771 a.C. - Roma, † 716 a.C.)

## Storici(3)
- Romolo Caggese, storico italiano (Ascoli Satriano, n. 1881 - Milano, † 1938)
- Romolo Quazza, storico italiano (Valdilana, n. 1884 - Torino, † 1961)
- Romolo Augusto Staccioli, storico italiano (Roma, n. 1930)

## Tiratori di fune(1)
- Romolo Carpi, tiratore di fune e sollevatore italiano (Genova, n. 1889 - Santa Margherita Ligure, † 1938)

## Umanisti(1)
- Romolo Amaseo, umanista italiano (Udine, n. 1489 - Roma, † 1552)

## Vescovi(1)
- Romolo di Genova, vescovo romano (Villa Matutiae)

## Vescovi cattolici(2)
- Romolo Archinto, vescovo cattolico italiano (Milano, n. 1513 - Novara, † 1576)
- Romolo Molaroni, vescovo cattolico italiano (Pesaro, n. 1858 - Acquasanta Terme, † 1919)